# Erich Siebert
Erich Siebert (Alemania, 7 de mayo de 1910-Unión Soviética, 1947) fue un deportista alemán especialista en lucha libre olímpica donde llegó a ser medallista de bronce olímpico en Berlín 1936.

## Carrera deportiva
En los Juegos Olímpicos de 1936 celebrados en Berlín ganó la medalla de bronce en lucha libre olímpica estilo peso ligero-pesado, tras el sueco Knut Fridell (oro) y el estonio August Neo (plata).